# Pterygopodium

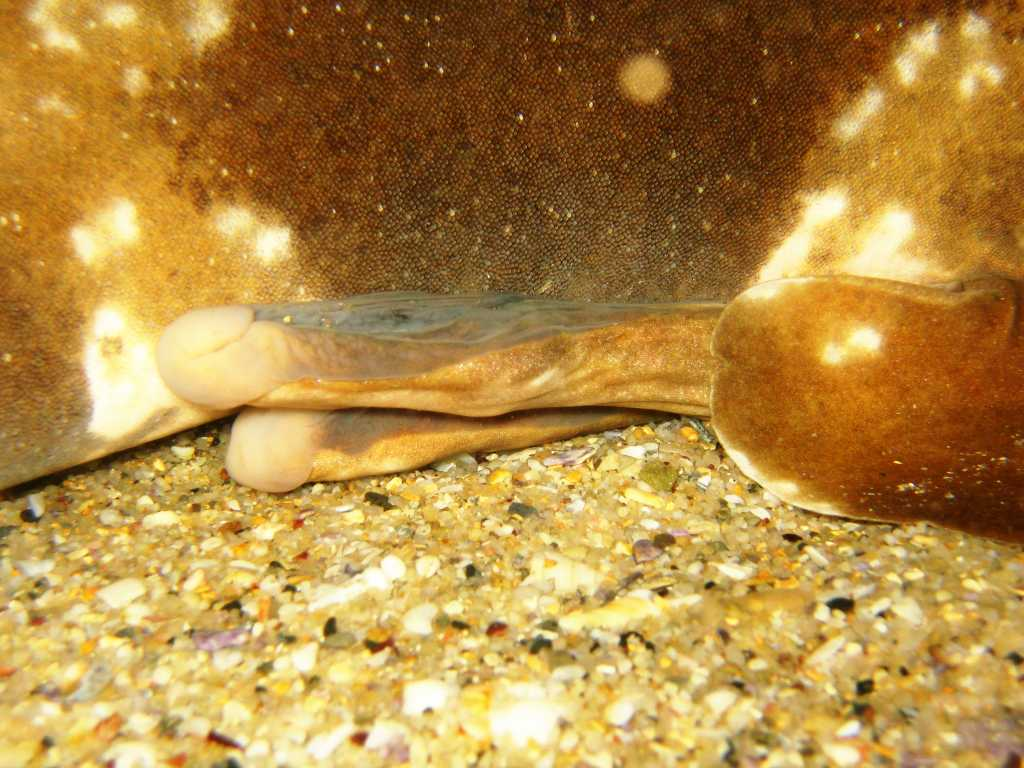
Miksopterygium u samca Orectolobus maculatus

Pterygopodium, miksopterygium (od mixopterygium lub mixipterygium) – narząd kopulacyjny samców ryb chrzęstnoszkieletowych. Powstaje wskutek prętowatego wydłużenia ku tyłowi wewnętrznej części płetwy brzusznej.